# Osiedle Piaski Nowe

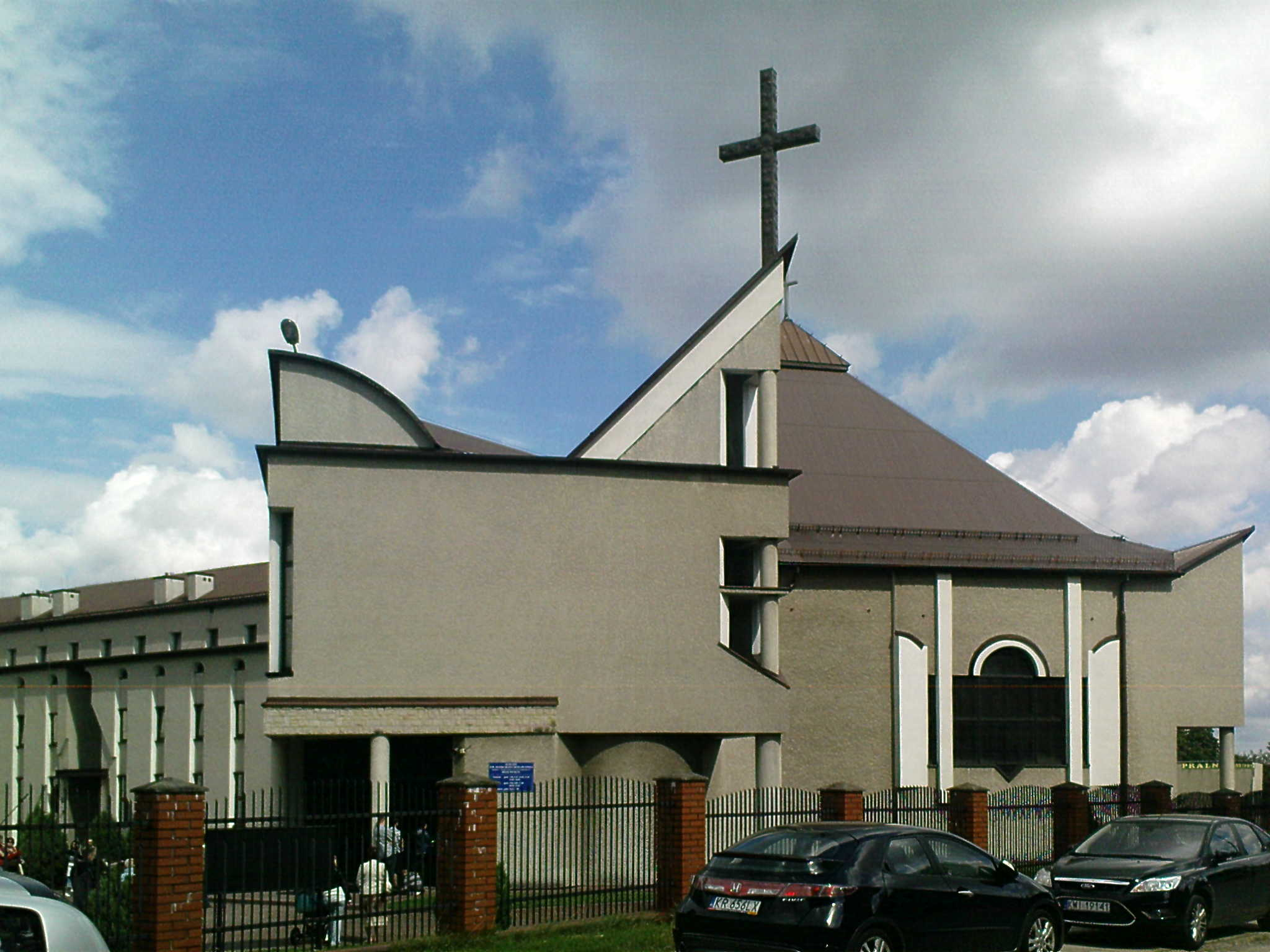
Kościół Matki Bożej Różańcowej na osiedlu Piaski Nowe (2010)

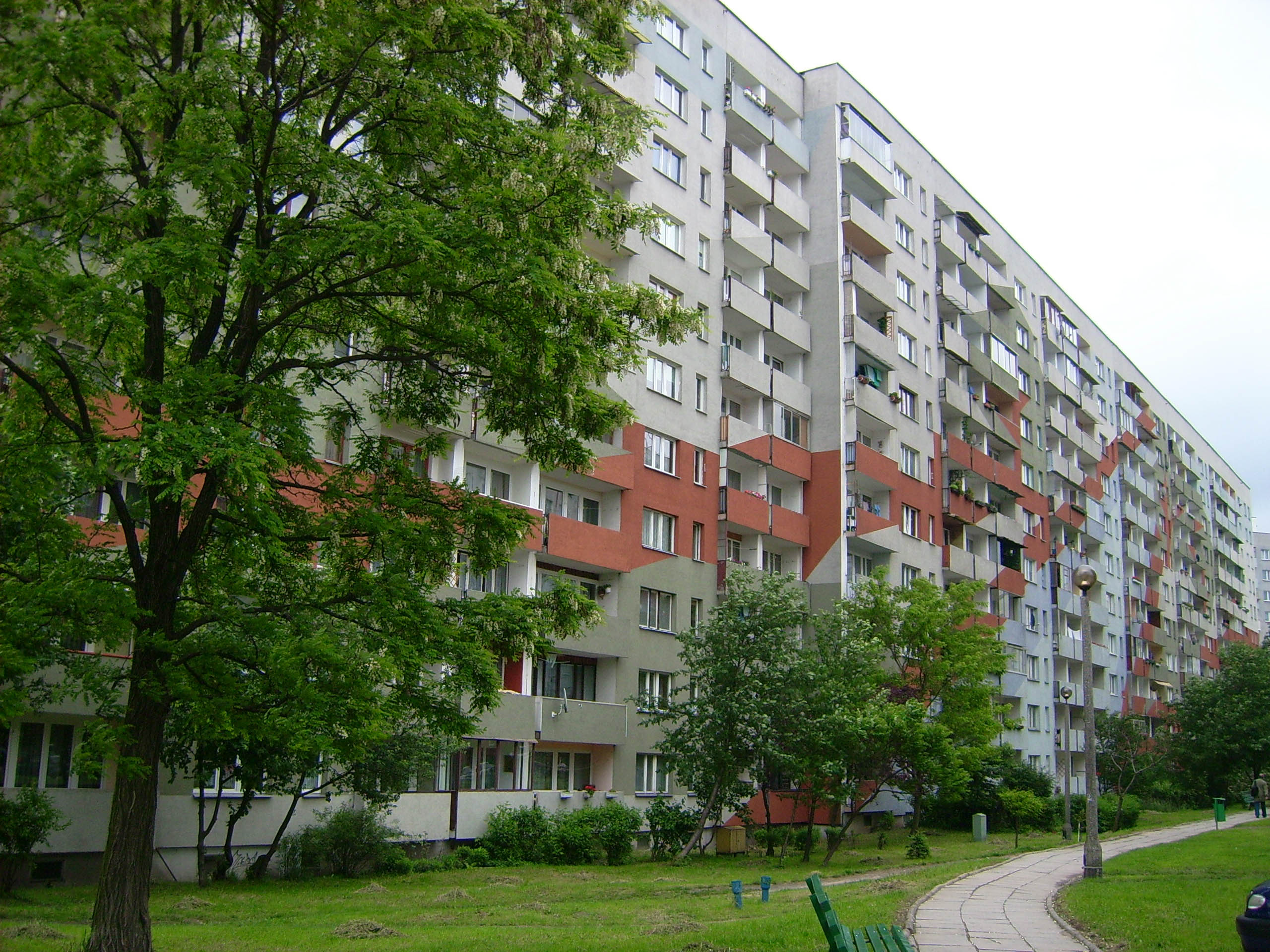
Blok mieszkalny na osiedlu Piaski Nowe (2006)

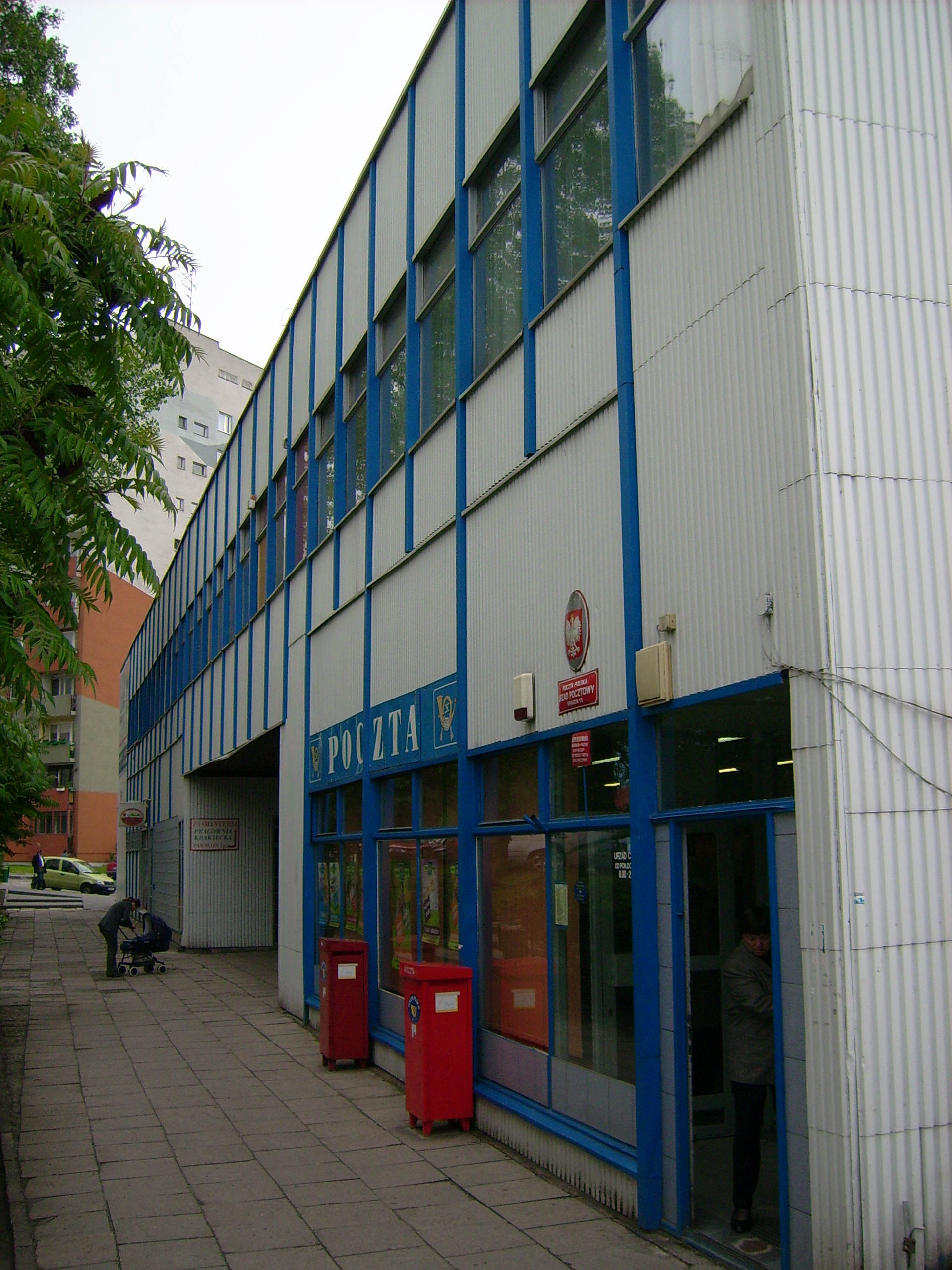
Pawilon i poczta na osiedlu Piaski Nowe (2006)

Piaski Nowe – osiedle w Krakowie wchodzące w skład Dzielnicy XI Podgórze Duchackie, niestanowiące jednostki pomocniczej niższego rzędu w ramach dzielnicy.

## Historia
Pierwsza wzmianka o wsi Piaski Wielkie pojawiła się już w roku 1395 jako „Pyassek”, początkowo były to dwie osady o nazwach Piasek Mały i Piasek Wielki. Nazwa Piaski Wielkie dla całego obszaru pojawia się po raz pierwszy w roku 1807. Miejscowość Piaski Wielkie została przyłączona do Krakowa w 1941 roku jako LI dzielnica katastralna. Osiedle Piaski Nowe powstało w latach 1976-1978 według projektu sporządzonego przez zespół pod kierunkiem Anny Sierosławskiej. Decyzja lokalizacyjna osiedla została zatwierdzona przez Wydział Gospodarki Przestrzennej i Ochrony Środowiska Urzędu Miasta Krakowa 22 lutego 1974 roku. Całe założenie, zlokalizowane na północny zachód od dawnej wsi Piaski Wielkie było projektowane dla ok. 6 tys. mieszkańców. Układ urbanistyczny osiedla składa się z siedemnastu 11-kondygnacyjnych wieżowców, różnej długości zawierających od dwóch do ośmiu klatek schodowych, wzniesionych w technologii wielkiej płyty. Krótsze budynki zostały zlokalizowane od strony ulic Nowosądeckiej i Podedworze, z kolei dłuższe od strony ulicy Łużyckiej. Budynki mieszkalne zostały rozmieszczone wokół centralnego, otwartego wnętrza, wypełnionego zielenią parkową. Owe wnętrze pełni funkcję scalania kompozycji urbanistycznej osiedla, oraz głównej przestrzeni publicznej, przy której zlokalizowano pawilon handlowo-usługowy szkołę oraz przedszkole. Rozmieszczenie budynków z trzech stron wewnętrznego placu, od wschodu, zachodu i północy z otwarciem przestrzennym w kierunku południowym i południowo-wschodnim ma na względzie odpowiednie nasłonecznienie w mieszkaniach na osiedlu oraz zadbanie o walory widokowe z wyższych pięter wieżowców na Pogórze Wielickie i dalej Pogórze Karpackie.
W 1997 roku w miejsce starej kaplicy na osiedlu Piaski Nowe zbudowano według projektu Anny Krzystyniak nowy kościół parafialny pod wezwaniem Matki Bożej Różańcowej.
W 2000 roku oddano do użytku linię tramwajową od ulicy Wielickiej do pętli „Kurdwanów”, przebiegającą przez osiedle (przystanek „Piaski Nowe”) i od tego czasu zapewniającą wygodną komunikację z centrum Krakowa. Linia ta wchodzi w skład Krakowskiego Szybkiego Tramwaju.

## Położenie
Piaski Nowe położone są w Podgórzu, w południowej części Krakowa. Znajdują się w odległości około 6 km od Rynku Głównego. Zajmują obszar 17 ha.
Piaski Nowe graniczą z:
- od północy z osiedlem Wola Duchacka Wschód
- od południa z Piaskami Wielkimi
- od wschodu z osiedlem Na Kozłówce
- od zachodu z osiedlem Kurdwanów Nowy

## Infrastruktura
Do ważniejszych obiektów Piasków Nowych należą:
- Szkoła Podstawowa nr 27 im. Marii Konopnickiej
- Przedszkole samorządowe nr 163
- Kościół Matki Bożej Różańcowej na terenie parafii Matki Bożej Różańcowej
- Spółdzielnia mieszkaniowa „Piaski Nowe”
- Urząd pocztowy
- Filia 40 Biblioteki Kraków
- Klub Kultury „Piaskownica”

## Galeria

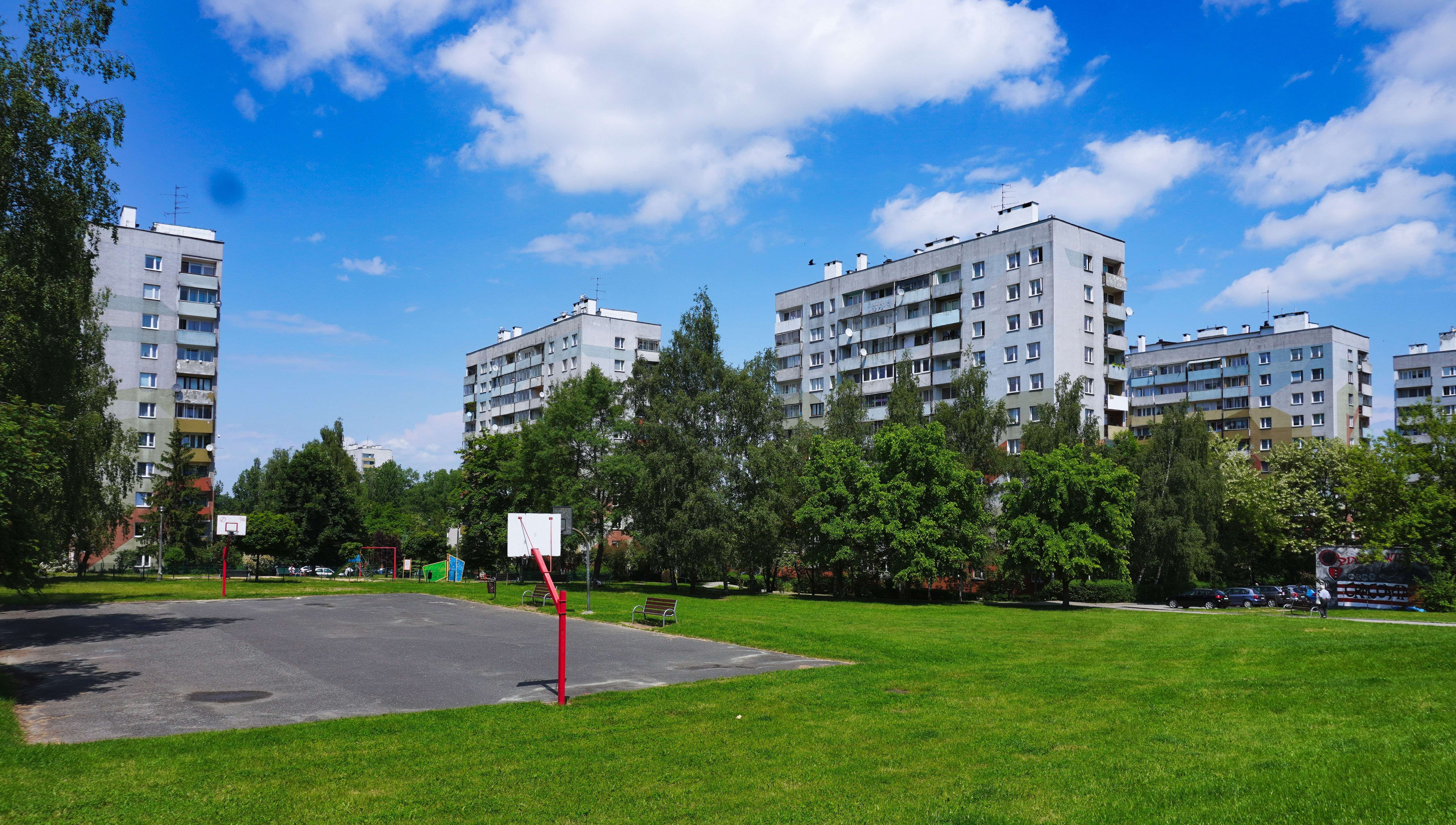
Wewnętrzna część osiedla, na dalszym planie bloki przy ul. Podedworze 2, 4, 6 i 8
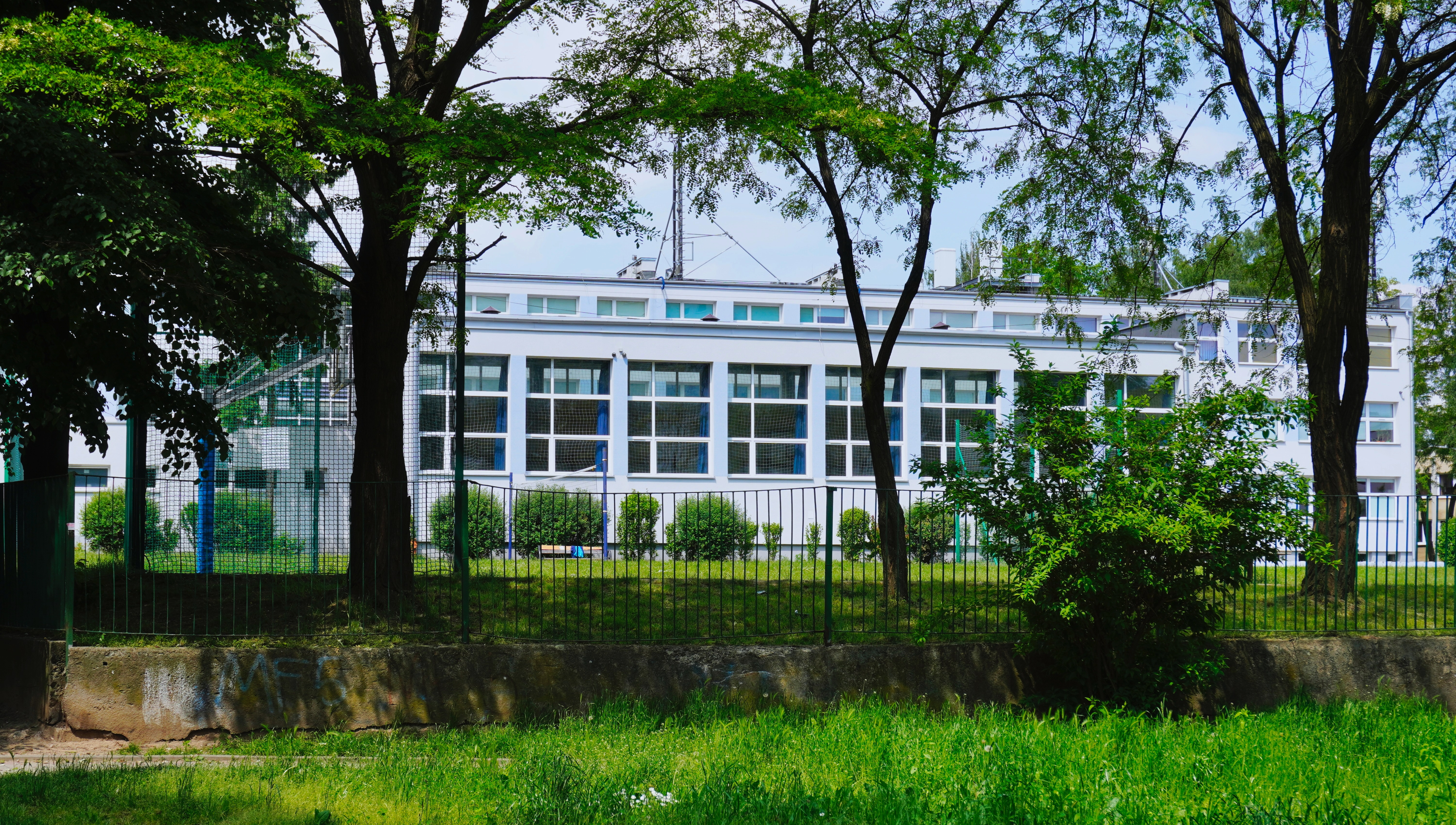
Szkoła Podstawowa nr 27, widok od południa
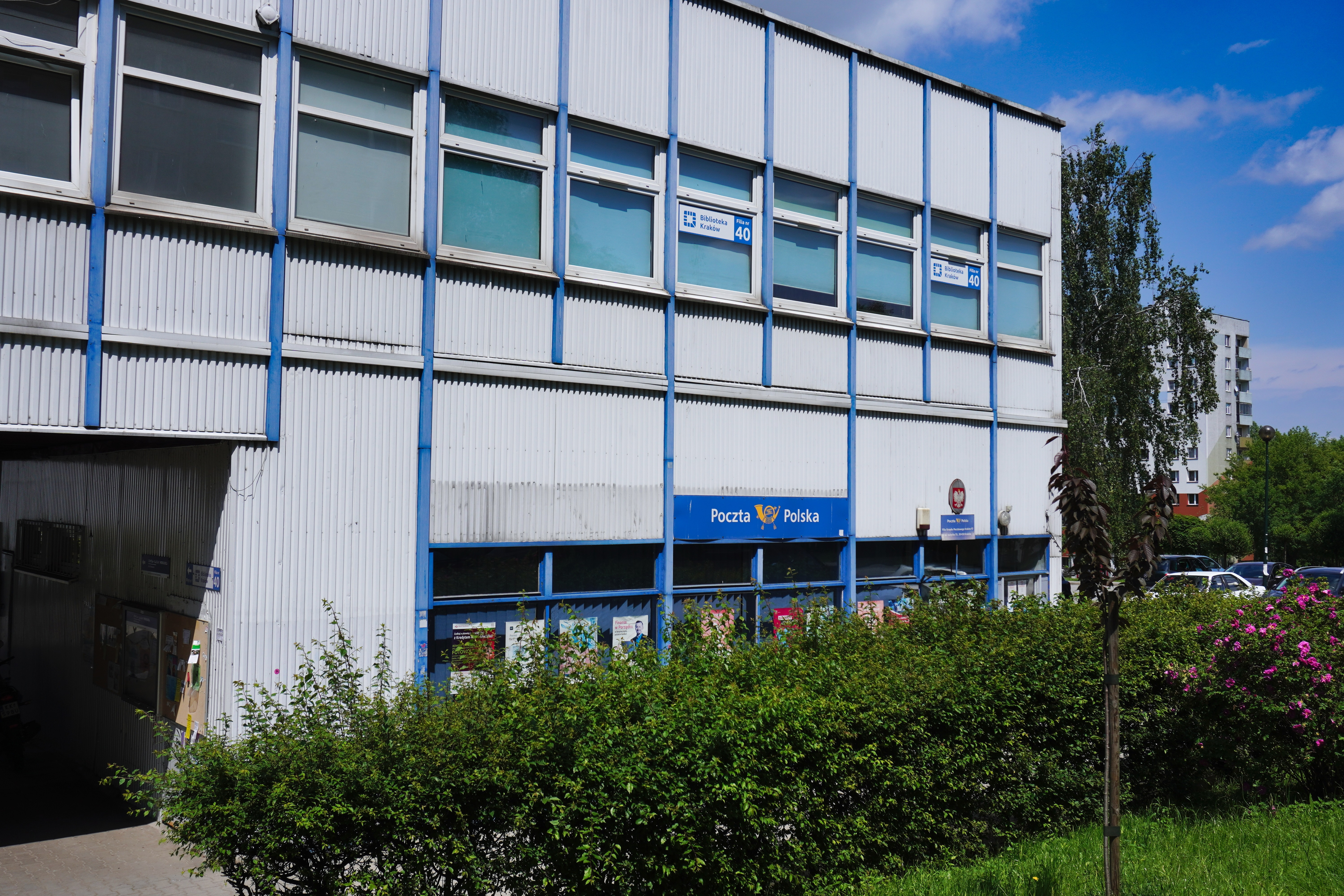
Pawilon handlowo-usługowy, filia 40 Biblioteki Kraków
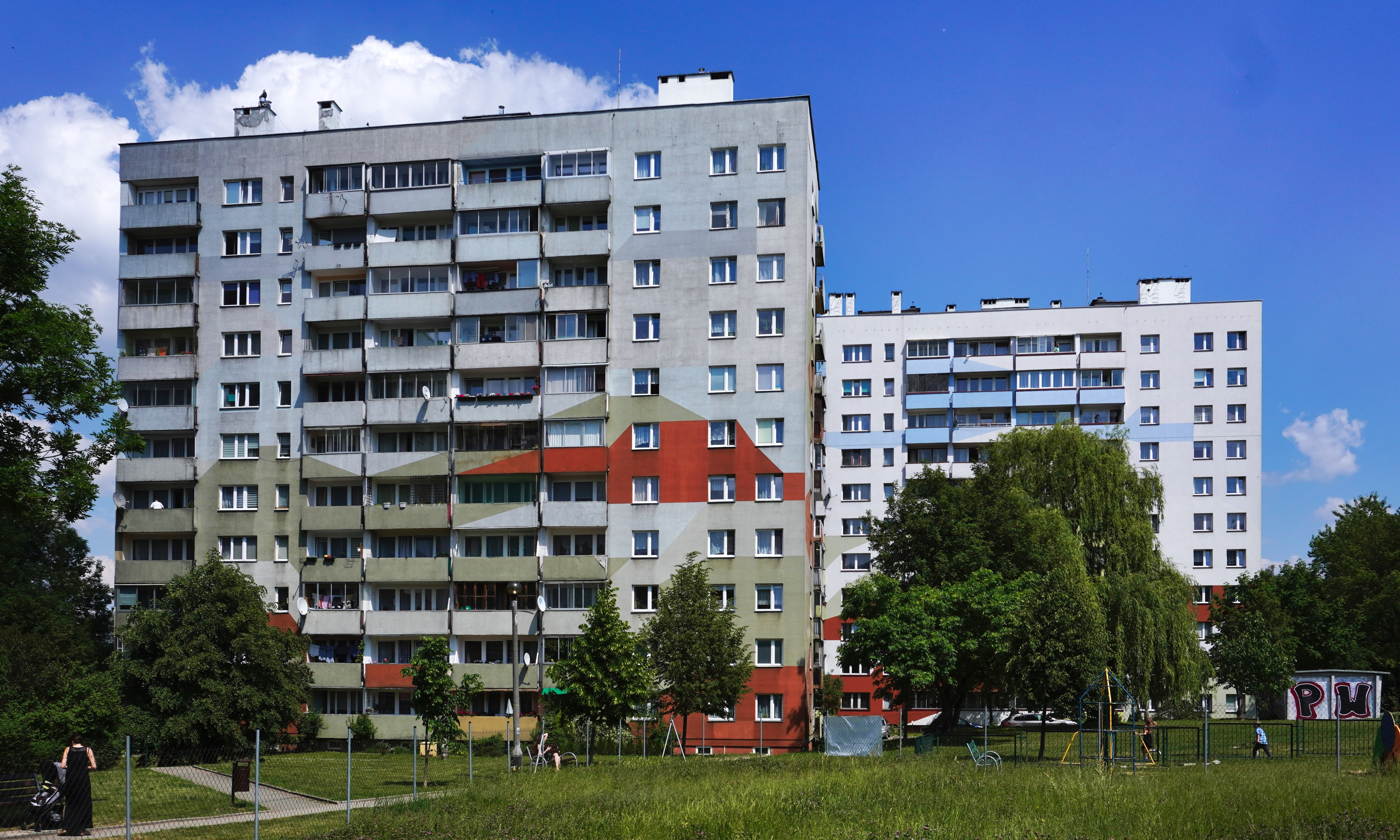
Wnętrze osiedla, bloki przy ul. Podedworze 10 i 12
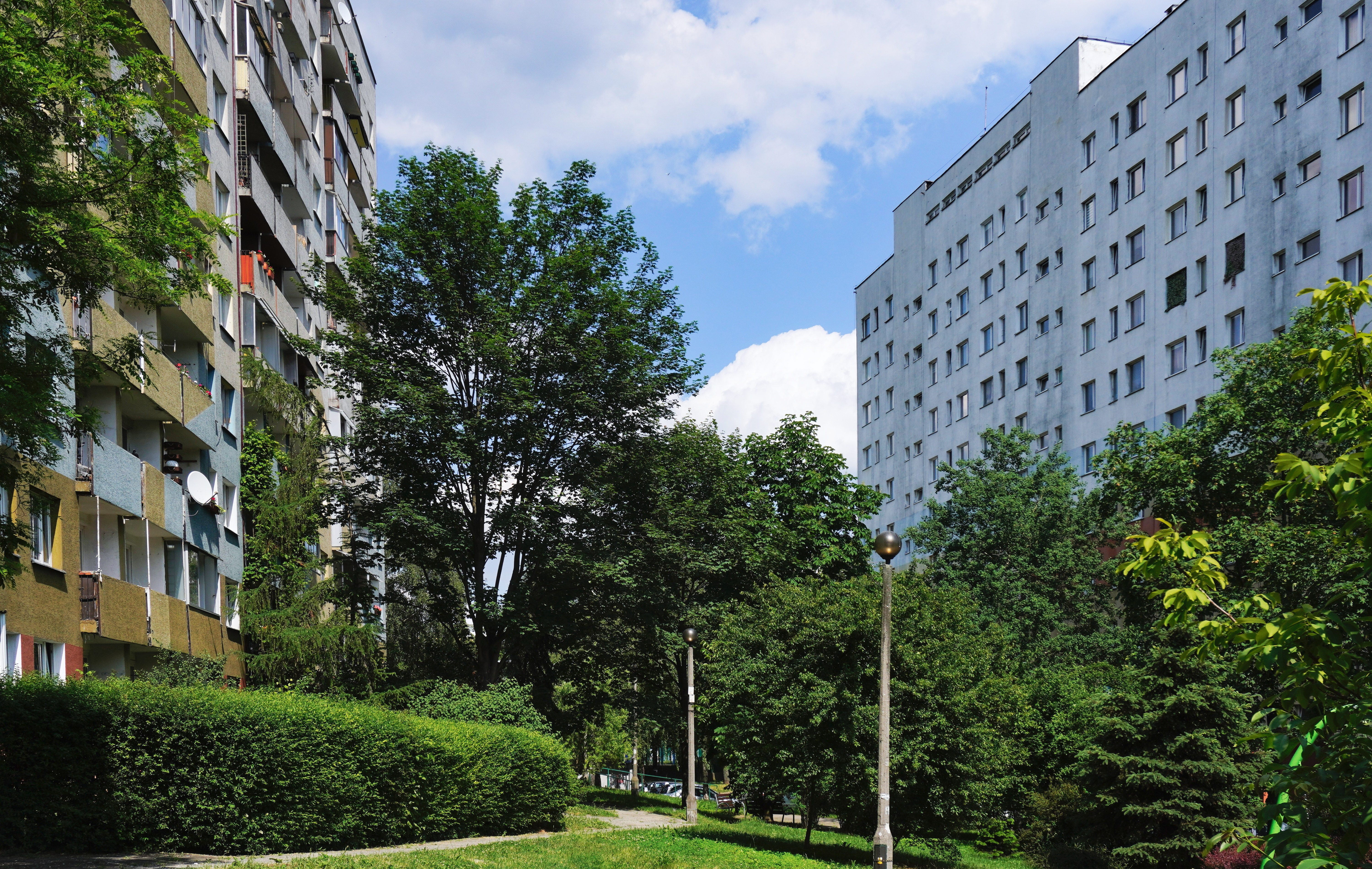
Wnętrze osiedla, bloki przy ul. Łużyckiej 65 i 67
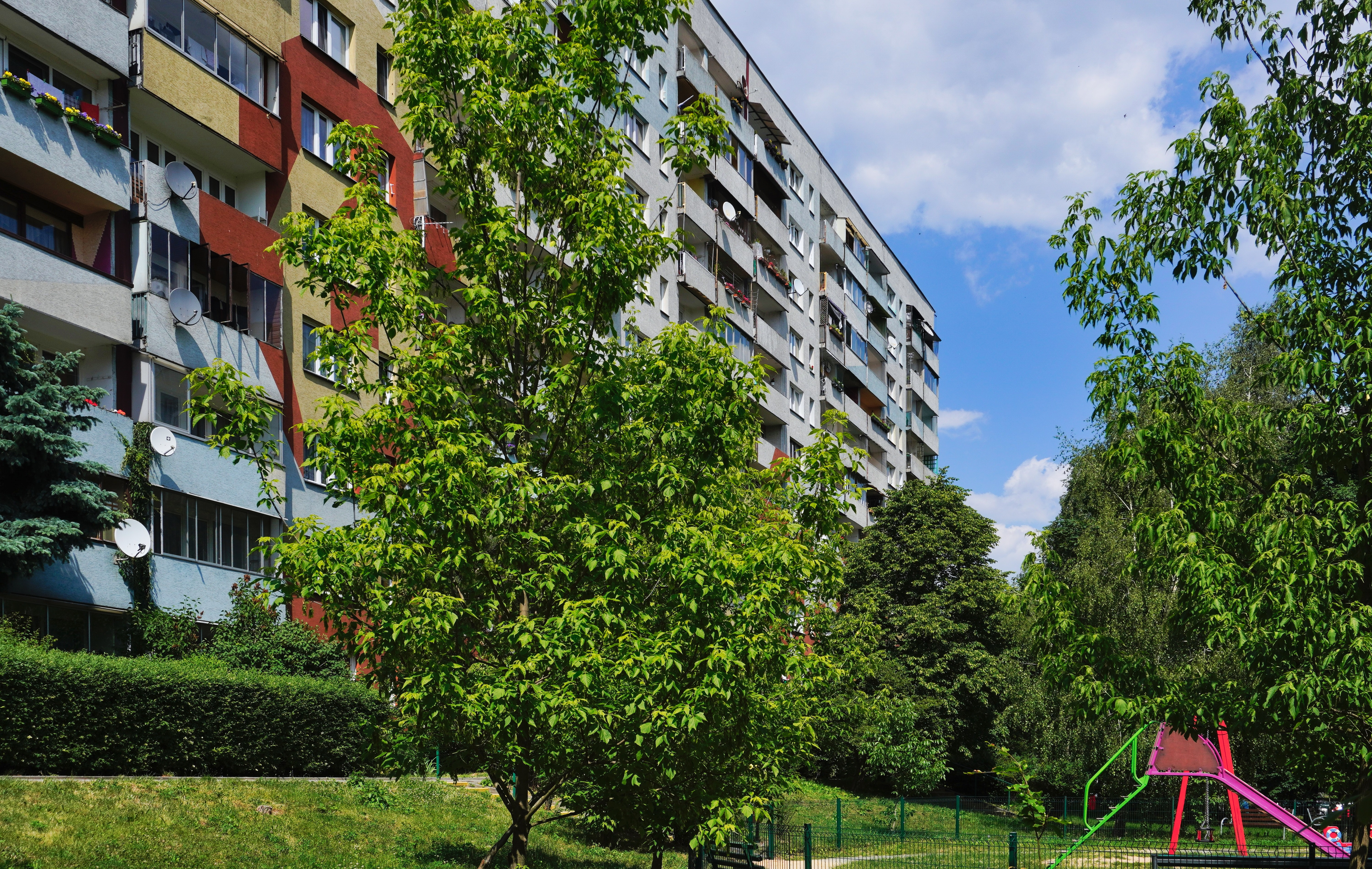
Wnętrze osiedla, blok przy ul. Łużyckiej 63
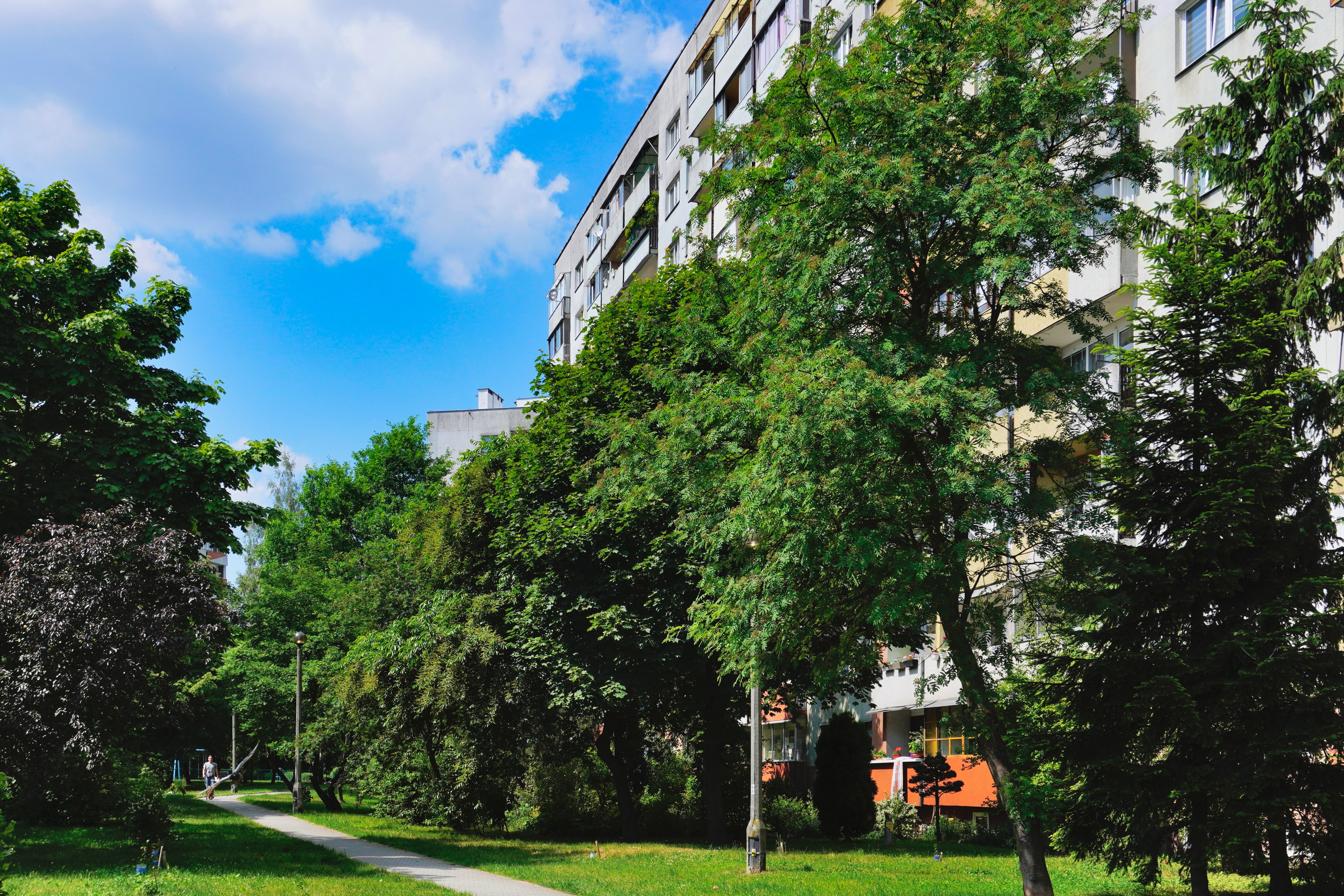
Zachodnia strona osiedla, blok przy ul. Łużyckiej 53
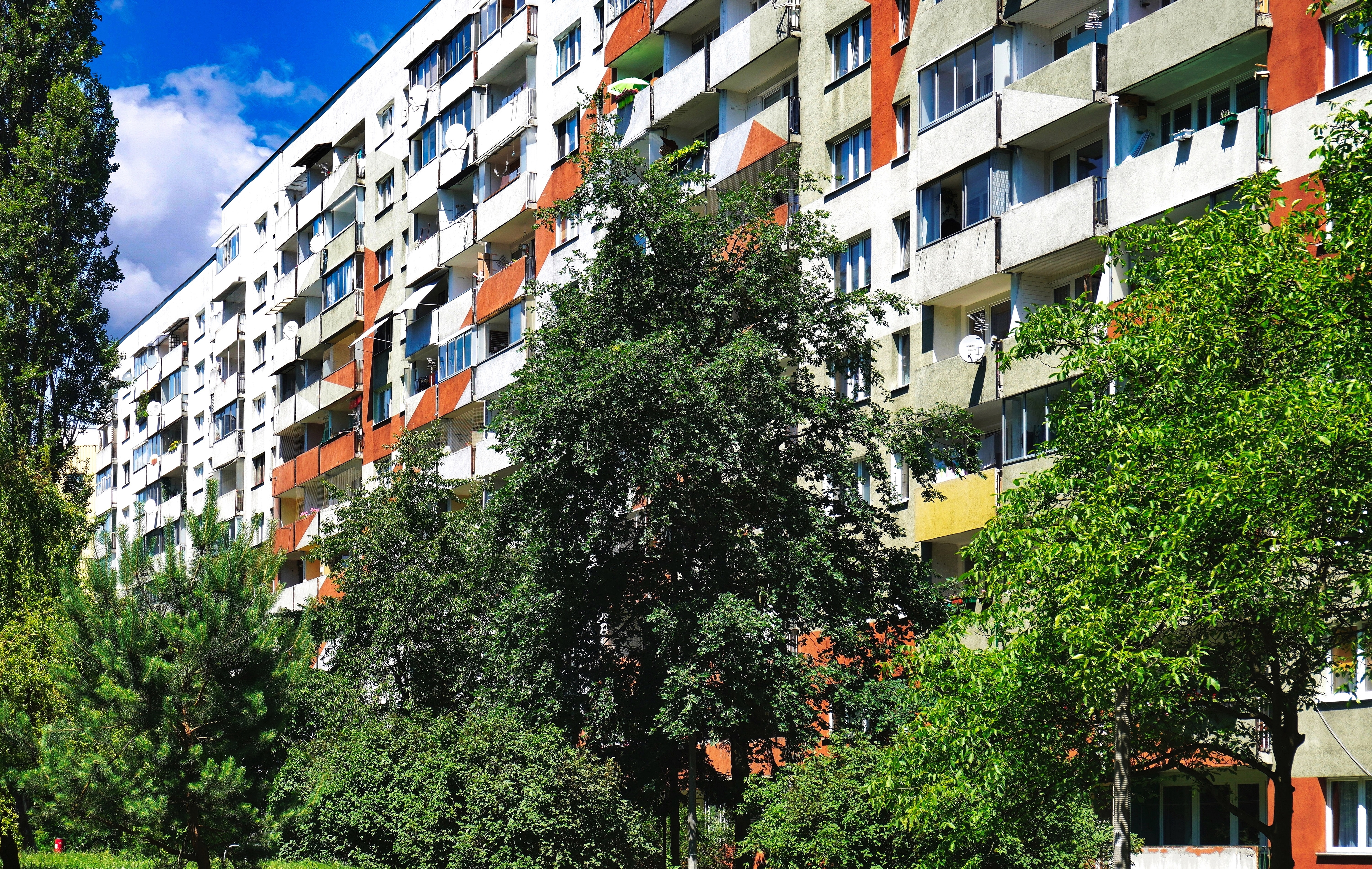
Wnętrze osiedla, blok przy ul. Łużyckiej 51

## Komunikacja
Komunikacja miejska zapewnia szybki dojazd z Piasków Nowych do praktycznie każdej części Krakowa. Po oddaniu Trasy Łagiewnickiej kursują tu tramwaje linii: 11 do pętli „Czerwone Maki” oraz pętli „Mały Płaszów”, 24 do pętli „Bronowice Małe” i 50 do pętli „Krowodrza Górka” oraz do pętli „ Borek Fałęcki”; a ponadto autobusy: 164 zaczynający trasę na pętli na osiedlu do pętli „Górka Narodowa”, 204, 224 i 244 kursujące do Wieliczki, 107 do pętli „Soboniowice”.